# 프란 브릴
프랜 브릴(Fran Brill, 영어 발음: /fræn/, 1946년 9월 30일 ~ )은 미국의 배우, 인형극 공연자이다.
체스터에서 태어났다.

## 출연 작품

### 영화
- 찬스 (1979)
- 엠버 웨이브 (1980, Amber Waves)
- 머펫, 뉴욕을 점령하다 (1984)
- 올드 이너프 (1984, Old Enough)
- 씨즈 더 데이 (1986, Seize the Day)
- 미드나잇 런 (1988)
- 밥에게 무슨 일이 생겼나 (1991)
- 시티홀 (1996)
- 엘모의 대모험 (1999)
- 더그의 첫번째 영화 (1999)
- Being Elmo (2011)

### 텔레비전
- 로앤오더: 범죄 전담반 (1990-2008)